# Tomba del Rei Tongmyeong

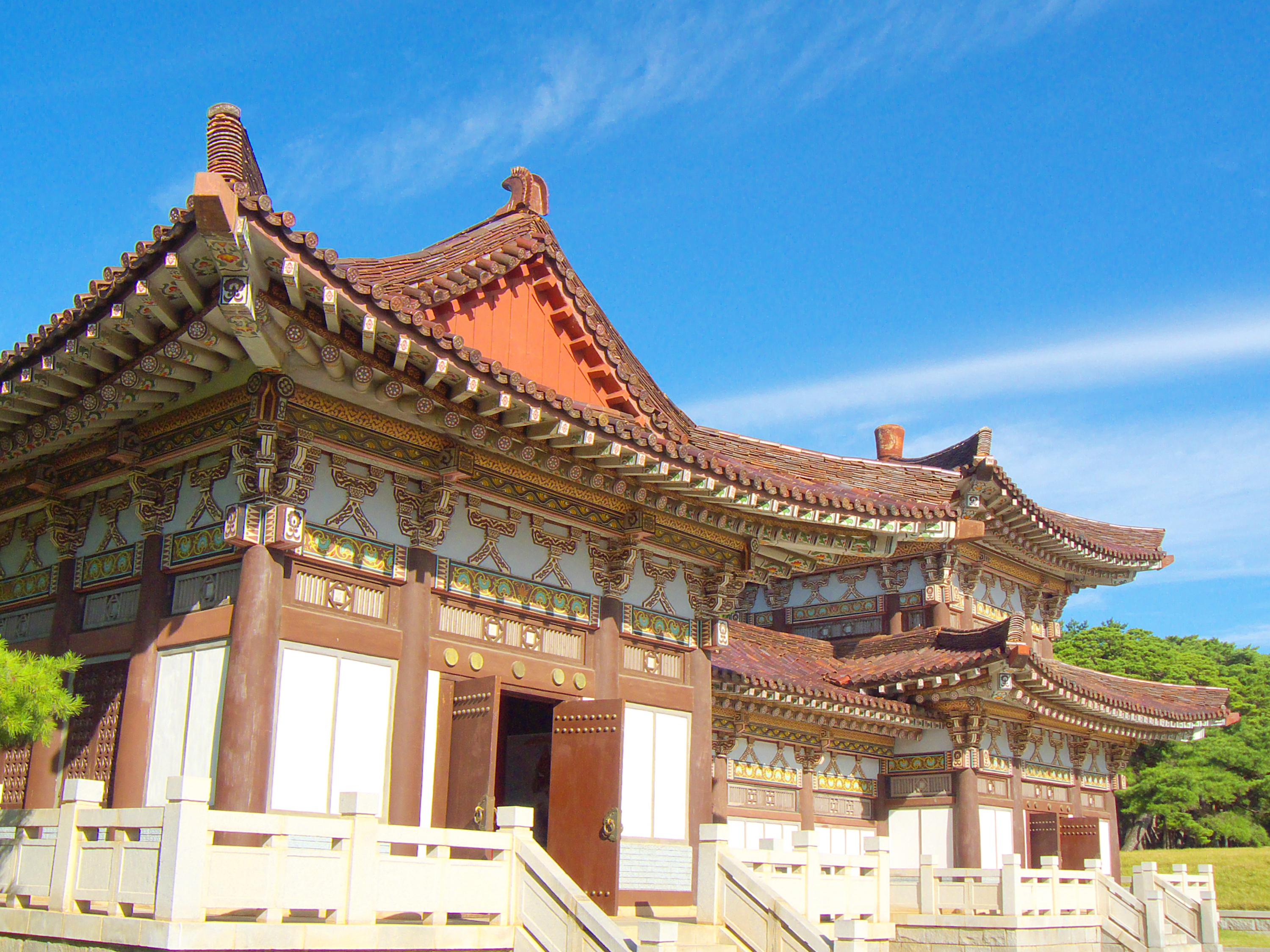
Temple budista al costat de la Tomba del Rei Tongmyŏng

La Tomba del Rei Tongmyeong és un mausoleu localitzat prop de Ryongsan-ri, Ryŏkp'o-xicotŏk, P'yŏng'yang, Corea del Nord. Un de les tombes és la tomba reial de Dongmyeongseongwang (58 - 19 aC), el fundador de l'antic regne de Koguryö, a l'extrem nord dels Tres regnes de Corea. En total, hi ha 63 tombes individuals d'aquest període. L'àrea al voltant de la de Dongmyeong conté com a mínim quinze sabudes tombes que es creu que pertanyen a diversos senyors vassalls. La tomba ha aconseguit l'estatus de Patrimoni Mundial com a part del Conjunt de tombes de Koguryö inscrit per la UNESCO el 2004 sota els Criteris (i), (ii), (iii) i (iv) cobrint una àrea de 233 hectàrees (580 acres) amb una zona d'amortiguament de 1.701 hectàrees (4.200 acres). Una característica única d'aquest i l'altres tombes a l'àrea és la presència pintures de paret mostrant flors de lotus florint d'aquell període sent indicatiu del budisme practicat aleshores a Corea (277 aC fins a 668 dC).

## Història
El lloc sagrat va ser construït quan el Rei Jangsu va traslladar la seva capital de la Fortalesa en Muntanya de Hwando a Pyongyang el 427 aC La Tomba Reial del Rei Dongmyeong és una de les 63 tombs que existeixen a les cinc zones de Corea del Nord. La construcció de totes aquestes tombes és datada als segles V i VI. La seva història comença al regne de Koguryo que va existir entre 277 aC a 668 dC, inicialment a Huanren, Província deLiaoning a la Xina. El 3 dC fou traslladada al Castell de Kungnae Castell, a Ji'un, Província de Jilin, de la Xina i el 427 a l'àrea de la Muntanya Taesong, a Pyongyang. La seva ubicació final, és a dir, la present, fou al Castell de Jangan, al centre de la ciutat de Pyongyang. Kogyuro va tenir cinc tribus antigues cadascuna amb la seua pròpia tomba ancestral observant els ritus celebrats durant el desè mes de cada any per realitzar tongmyeong ("petició a l'est"), la qual és l'adoració d'una deitat celestial anomenada Susin. Kiringul se situa a 200 metres (660 peus) del Temple de Yongmyong al Turó Moran a la ciutat de Pyongyang. És una roca rectangular que té la inscripció "Cau d'un unicorn" esculpida. Basat en la descoberta del cau de l'unicorn del rei, els arqueòlegs de l'Institut d'Història de l'Acadèmia de DPRK de Ciències Socials va inferir que Pyongyang era la ciutat capital de la Corea Antiga i al mateix temps del Regne Koguryö. El 1697, durant l'era de Sukjong de Joseon, el rei va aprovar una proposta de reparació anual de la Tomba del Rei Dongmyeong.
Aquesta i altres tombes van tindre difusió només després de 1905 quan Corea va ser ocupada pels japonesos. Els experts japonesos ajudaren a dur a terme la documentació i recerca científica de les tombes de 1911 a la dècada de 1940. Les tombes originals havien estat saquejades per caçadors de tombes i van ser trobades pels arqueòlegs japonesos durant les excavacions executades el 1941. Després que excavacions sigui renovated per raons polítiques.
Membres de la UNESCO després d'una visita física al lloc realitzada el 2000 per vore les reformes va dir que tenia dubtes sobre l'adequació del mètode dut a terme.
El reconeixement fet per la UNESCO el 2004 de les tombes fou d'acord amb els criteris: Criteri I per l'elegància artística de les pintures de paret; Criteri II perquè mostra la pràctica d'enterrament de Koguryo que va tenir una influència en altres cultures en la regió incloent el Japó; Criteri III perquè les pintures de paret representen la història, les creences religioses i els costums de les persones; i Criteri IV per proporcionar una tipologia d'enterrament.

## Llegenda
La llegenda darrere del naixement del Rei es troba al text històric xinès del tercer segle Weilüe, del qual la major part està perdut. Segons la llegenda la criada de la reina es quedà embarassada quan va ser copejada per un raig. Llavors el rei que va témer que fora un esdeveniment sobrenatural que li podria fer mal llençà el bebè a la porquera. Tanmateix, la criatura va sobreviure a causa del suport respiratori donat pels porcs. El nadó va ser llençat a un estable de cavalls on va sobreviure. Aleshores el rei s'adonà de que el nen era una divinitat i va ordenar a la seva mare que li'l portara. Li va ser donat al xiquet el nom Tongmyeong (Llum Oriental) considerant els esdeveniments que van portar al seu naixement. Llavors se n'anà per a construir el seu propi regne després de vèncer tots els obstacles i els intents d'assassinar-lo. Llavors es va proclamar el rei de Puyŏ.

## Importància política
Dins d'un conflicte sino-nord-coreà per a traçar la propietat geopolítica jurisdiccional del territori corresponent a Koguryö/Gaogouli l'activitat arqueològica a aquesta tomba fou un objecte utilitzat com a prova per Corea del Nord per tractar de refutar a la Xina.
Un dels dos rituals importants fou instituït durant el regnat d'Onjo de Baekje. Aquest va implicar a Dongmyeong; el primer ritual accentuà les connexions de la família reial amb els habitants del Regne Buyeo trobats a la Manxúria a través de les presentacions de sacrificis a un santuari dedicat a Dongmyeong.
L'era del Regne de Goguryeo és de molt d'interès per al govern nord-coreà. Segons Lankov, a principis de la dècada del 1970, Kim Jong-il segons es s'informa assenyalà "una important falla de l'arqueologia nord-coreana: els arqueòlegs havien fracassat en localitzar la tomba del Rei Tongmyŏng". El 1974, els arqueòlegs nord-coreans sotmeteren la tomba a una restauració adequada, esdevenint una atracció turística. Malgrat que era inicialment una autèntica tomba de Koguryö coneguda amb el nom de referència tomba de Jinpari número 10, no hi ha més evidència de que aquesta tomba és la del Rei Tongmyŏng.
L'al·legada descoberta del lloc d'enterrament del monarca fundador del Regne de Goguryeo va ser seguida per una restauració "extensa" durant la dècada del 1980. El procés de reconstrucció implicà l'extracció completa de tots els edificis, estructures i monuments originals per tal de crear una tomba nova de marbre. El 14 de maig de 1993, la cerimònia d'obertura de la novament construïda tomba va ser assistida per Kim Il-sung. Kim també va escriure la cal·ligrafia que es troba a la estela eregida a la tomba i que té el nom del rei de Puyŏ inscrita damunt d'ella. La tomba és part del patrimoni nacional i la seua reconstrucció i manteniment ha sigut la responsabilitat de l'estat. Kim Il Sung monitoritzà personalment la reconstrucció de la tomba amb fons proveïts per l'estat per a convertir-lo en “un patrimoni cultural històric per ser entregat a la generació per venir.”
Monedes de 10 wons nord-coreans foren emeses amb la representació de la tomba del rei el 2002.

## Arquitectura
El mausoleu mesura és un túmul de 11,5 metres d'alt limitant a la base amb blocs de pedra. Cada costat del túmul mesura 34 metres de llarg. La tomba està formada per una cambria interna piramidal de 22 metres quadrats, una cambra frontar i una galeria feta amb pedres. La cambra té l'entrada mirant el sud-oest. La tomba renovada del rei és la tomba més prominent i és una de les vint tombes de Xinpari. El conjunt actual de la tomba és modern.
La Tomba Reial del Rei Tongmyong i les Tres Tombes de Kangso tenen pintures murals. La Tomba del Rei Tongmyong té murals de Koguryö que són coneguts pel seu ric color i to. Les pintures a les parets trobades a la tomba tenien temàtiques budistes, concretament el lotus, mentre que a les parets de les tombes i al sostre hi havia representacions d'animals. Els murals mostren de manera tridimensional i realista escenes quotidianes com dones ballant, guerrers sent entrenats, pardalls volants pels cels coberts de núvols, dracs, peixos nadant per rius i vida salvatge. Els frescos de la tomba que mostren lotus florint amb altres ornamentacions religioses les quals mostren solament els comportaments tradicionals budistes i no les quatre imatges tradicionals de les constel·lacions típiques de les tombes xineses. D'açò s'infereix que es representa al paradís en la menra de parlar budista.

## Terres
Els terres estan a 60 metres del nivell del mar inclouen un gran àrea amb herva que fou un dels llocs per al 13è Festival Mundial de Joventut i Estudiants.

### Monestir budista
El monestir budista localitzat, aproximadament a 120 metres de la tomba, va ser descobert el 1978. S'infereix que és el monestir construït pel rei Xangsu (413 - 491) després que la capital va ser traslladada a Pyongong el 427 dC Les inscripcions trobades aquí proclamen que Xangsu era el sacerdot cap que va portar endavant els ritus a la tomb i també al monestir budista proper. Té tres sales que envolten les parets d'una pagoda que és similar als temples construïts als anys més tardans que suggereixen que la cultura religiosa coreana del budisme de Koguryao entrà també al Japó; Kogyuro mateix fou influït pel budisme xinès del Regne del Nord de la Xina.

### Temple budista de Chongrŭngsa
El complex també alberga el reconstruït Temple budista de Chongrŭngsa, on els serveis de funeraris van ser practicats per al monarca difunt. El temple, les fundacions del qual van ser excavades el 1974, va ser reconstruït per a marcar el 2300 aniversari del naixement de Tongmyŏng.

## Galeria

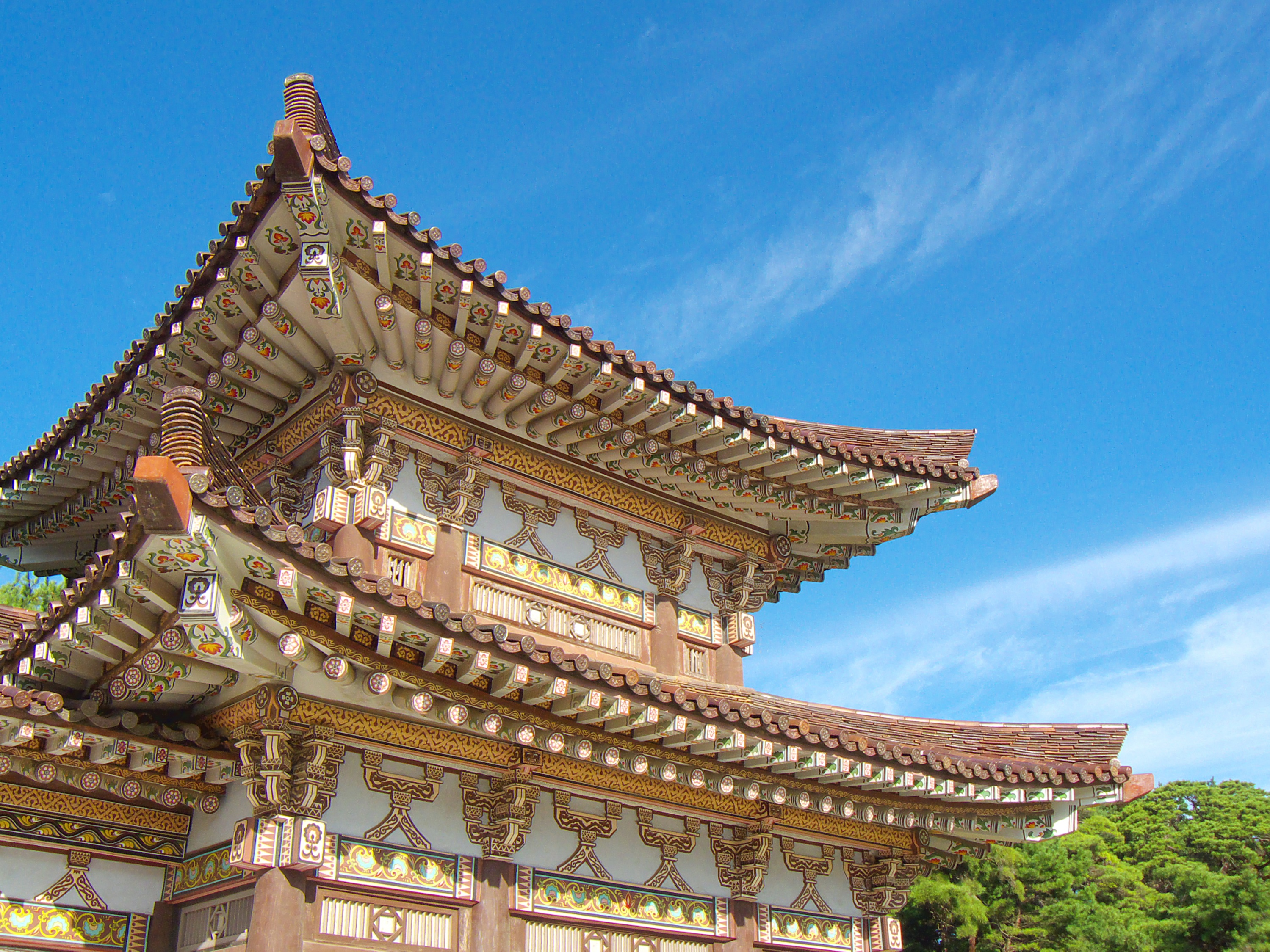
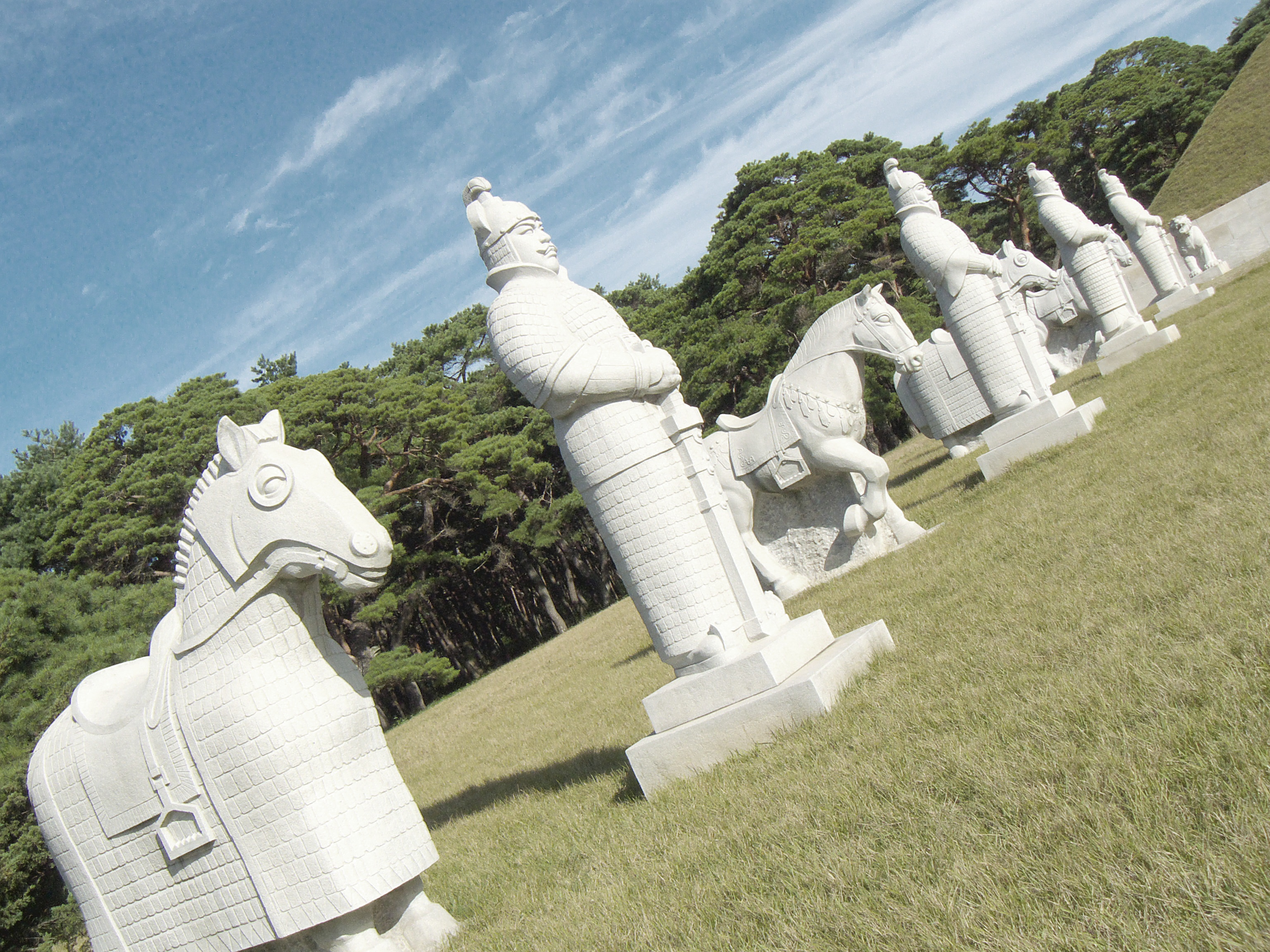